# Spinidrupa
Spinidrupa là một chi ốc biển, là động vật thân mềm chân bụng sống ở biển trong họ Muricidae, họ ốc gai.

## Các loài
Các loài thuộc chi Spinidrupa bao gồm:
- Spinidrupa euracantha (A. Adams, 1853)[2]